# Антиох Сиракузский
Антио́х Сираку́зский (др.-греч. Ἀντίοχος ὁ Συρακούσιος) — сицилийский историк, логограф, живший в V веке до н. э. О его жизни почти ничего не известно. Сохранились фрагменты его трудов, по которым можно судить о достаточно высокой достоверности приведённой им информации.

## Работы
Антиох Сиракузский, оставивший антиковедению труды «История Сицилии» (9 книг), написанную около 424 года до н. э., на которую опирался Фукидид, и «История Италии» (1 книга), в которой утверждал существование третьего, самого древнего Рима, основанного до Троянской войны. В сочинении, в частности, рассказывается о Сикеле (Сикуле), который бежал из некоего древнего Рима и был принят в качестве гостя Моргетом, царём Италии (то есть Бреттийского полуострова), установил свою власть и разделил народ сикелов. В этой же работе он первым определил Италию как страну к югу от реки Лаос, простирающуюся к востоку от Метапонта, а Тарант он включал в Япигию.
Также Антиох написал очерк по истории западных греков, их взаимоотношений с финикийцами, тирренами, туземными племенами. Он включил информацию о дорийских центрах Сицилии, их этнической связи с городом, откуда он происходил. Упоминаемые западноионийские полисы включали Регий, Элею, Аламию, Сирис, Посидонию, Массалию. Антиох придерживался системы мирных взаимоотношений в процессе колонизации. При описании колонизации Италии на Антиоха часто ссылаются Страбон и Дионисий Галикарнасский.
В том числе работы Антиоха Сиракузского, наряду с произведениями Гекатея Милетского, Ганнона и Гимилькона, послужили источниками для «Перипла Псевдо-Скилака».